# Lebia cucphuongensis
Lebia (Poecilothais) cucphuongensis – gatunek chrząszcza z rodziny biegaczowatych i podrodziny Lebiinae.

## Taksonomia
Gatunek opisany został w 2010 roku przez Ericha Kirschenhofera. Holotypem jest samica odłowiona w 1966 roku w Cuc phuong, od której to lokalizacji pochodzi nazwa gatunkowa.

## Opis
Chrząszcz o długości ciała 5,5 mm i szerokości 2,8 mm. Ciało szerokie, krótko-jajowate. Głowa i przedplecze rudawożółte. pokrywach najszersze za połową długości, raczej silnie wypukłe, żółte z 3 małymi czarnymi kropkami każda, gładkich rzędach i 3 międzyrzędzie z 2 porowymi punktami. Od podobnej Lebia calycophora różni się wyraźną separacją wszystkich plamek na pokrywach.

## Występowanie
Gatunek ten jest endemitem Wietnamu.